# شعر وطني
هذه قائمة بمقالات عن الشعر بلغة واحدة أو من إنتاج أمة واحدة. تميل لغات العالم إلى أن يكون لها قدر كبير من الشعر الذي ساهمت به عدة دول (الوطن العربي والأنجلوسفير والفرانكوفونية وأمريكا اللاتينية وأوروبا الناطقة بالألمانية)، بينما بالنسبة للغات الأصغر، فإن مجموعة الشعر في لغة معينة ستكون مطابقة للشعر الوطني للأمة أو العرق المرتبط بتلك اللغة.

## معاصر

### آسيا

#### الشرق الأدنى
- الأدب العربي
  - الأدب العربي الحديث
  - الشعر العربي
- أدب أذربيجاني
- أدب فارسي
- أدب تركي

#### جنوب آسيا
- شعر أفغاني
  - أدب وشعر الباشتو
- شعر بنجلاديشي
  - بوتي
- شعر هندي
  - شعر الأسامي
  - أدب نيبالي
  - أدب تاميلي
  - أدب تيلوغوي
  - شعر أردي
- شعر باكستاني
  - شعر أردي

#### شرق اسيا
- شعر صيني
- شعر ياباني
- شعر كوري
- شعر فيتنامي

#### جنوب شرق آسيا
- شعر جاوي
- شعر تايلاندي
- شعر فلبيني
- شعر سنغافوري
- شعر جنوب شرق آسيا

### أوروبا
- أدب ألباني
- شعر البريطاني
  - شعر كورنيش
  - شعر انجليزي
    - أدب أنجلوساكسوني

  - شعر مانكس
  - شعر اسكتلندي
  - شعر ويلزي
    - أدب ويلزي بالإنجليزية
- أدب كاتالوني
- شعر الفنلندي
- شعر فرنسي
- أدب ألماني
- أدب آيسلندي
- شعر أيرلندي
- شعر إيطالي
- شعر بولندي
- شعر برتغالي
- شعر روماني
- شعر روسي
- أدب بلغاري
- شعر صربي
- شعر سلوفاكي
- شعر اسباني
- شعر أوكراني

### الأمريكتان
- أدب برازيلي
- شعر كندي
- شعر أمريكا اللاتينية
- شعر مكسيكي
- شعر بيرو
- شعر الولايات المتحدة
- شعر بورتوريكو

### أفريقيا
- شعر ملغاشي
- شعر جنوب افريقيا
- شعر سواحلي

## تاريخيا
- رابسودي
- ريشي
- أدب سنسكريتي
- شعر ملاحم هندية
- بارد
- معلى
- شعر إسكندنافي قديم
- شعر كتابي
- شعر اللاتيني